# Linaria aeruginea
Linaria aeruginea är en grobladsväxtart som först beskrevs av Antoine Gouan, och fick sitt nu gällande namn av Antonio José Cavanilles. Linaria aeruginea ingår i släktet sporrar, och familjen grobladsväxter.

## Underarter
Arten delas in i följande underarter:
- L. a. aeruginea
- L. a. cardonica
- L. a. nevadensis
- L. a. pruinosa

## Bildgalleri

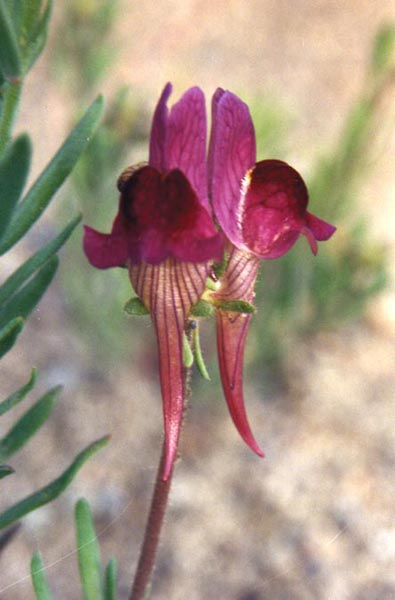
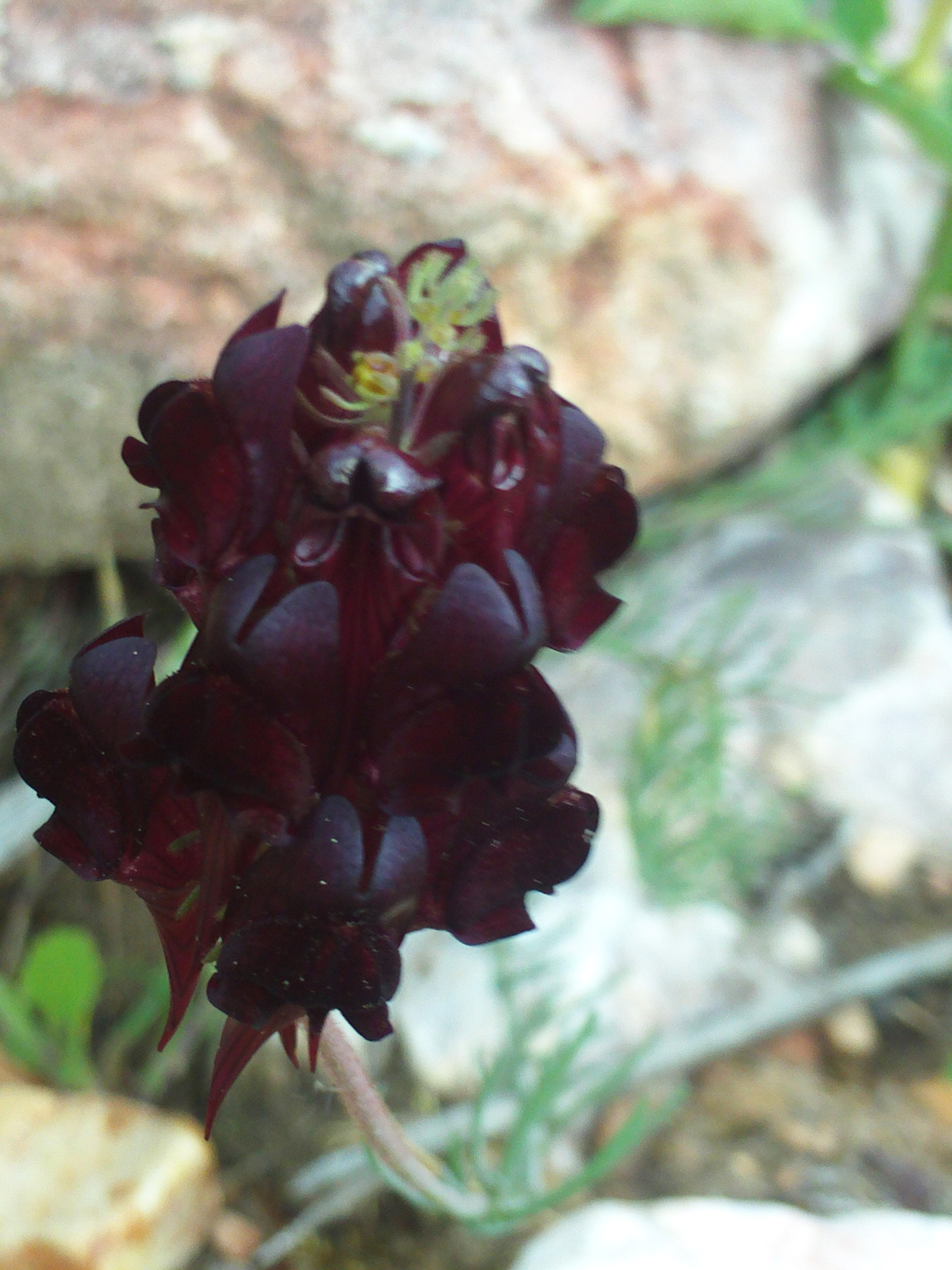
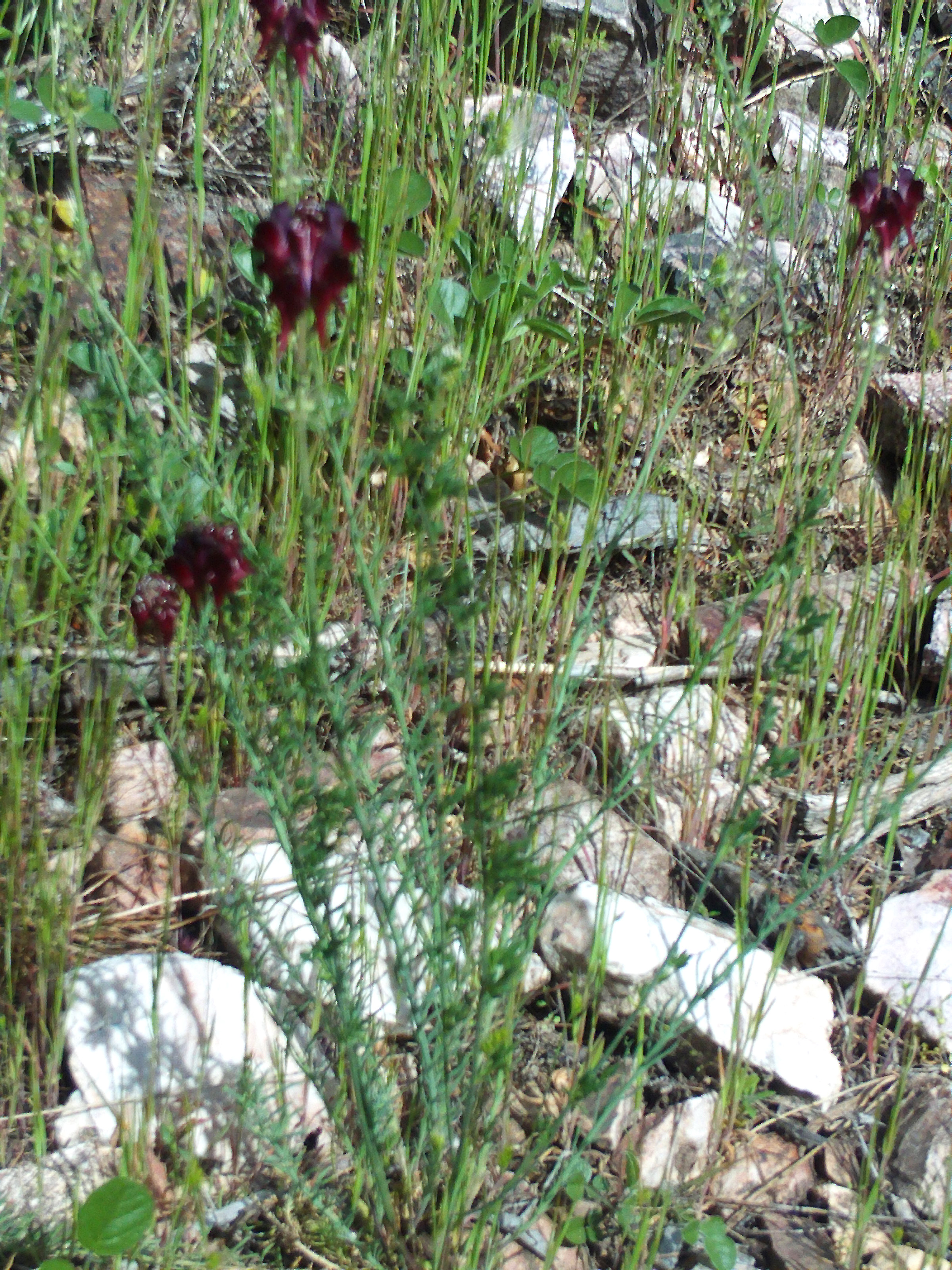
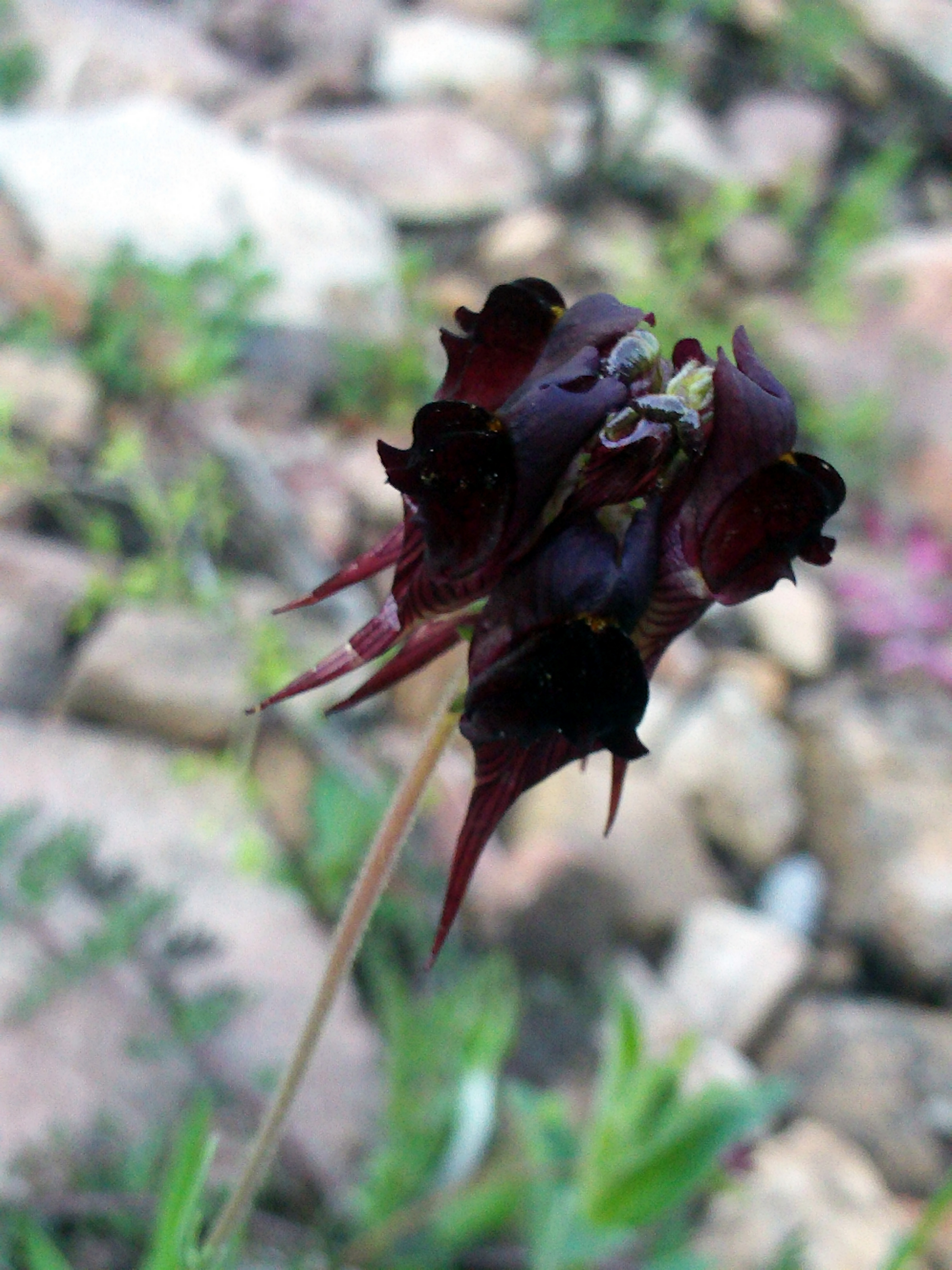
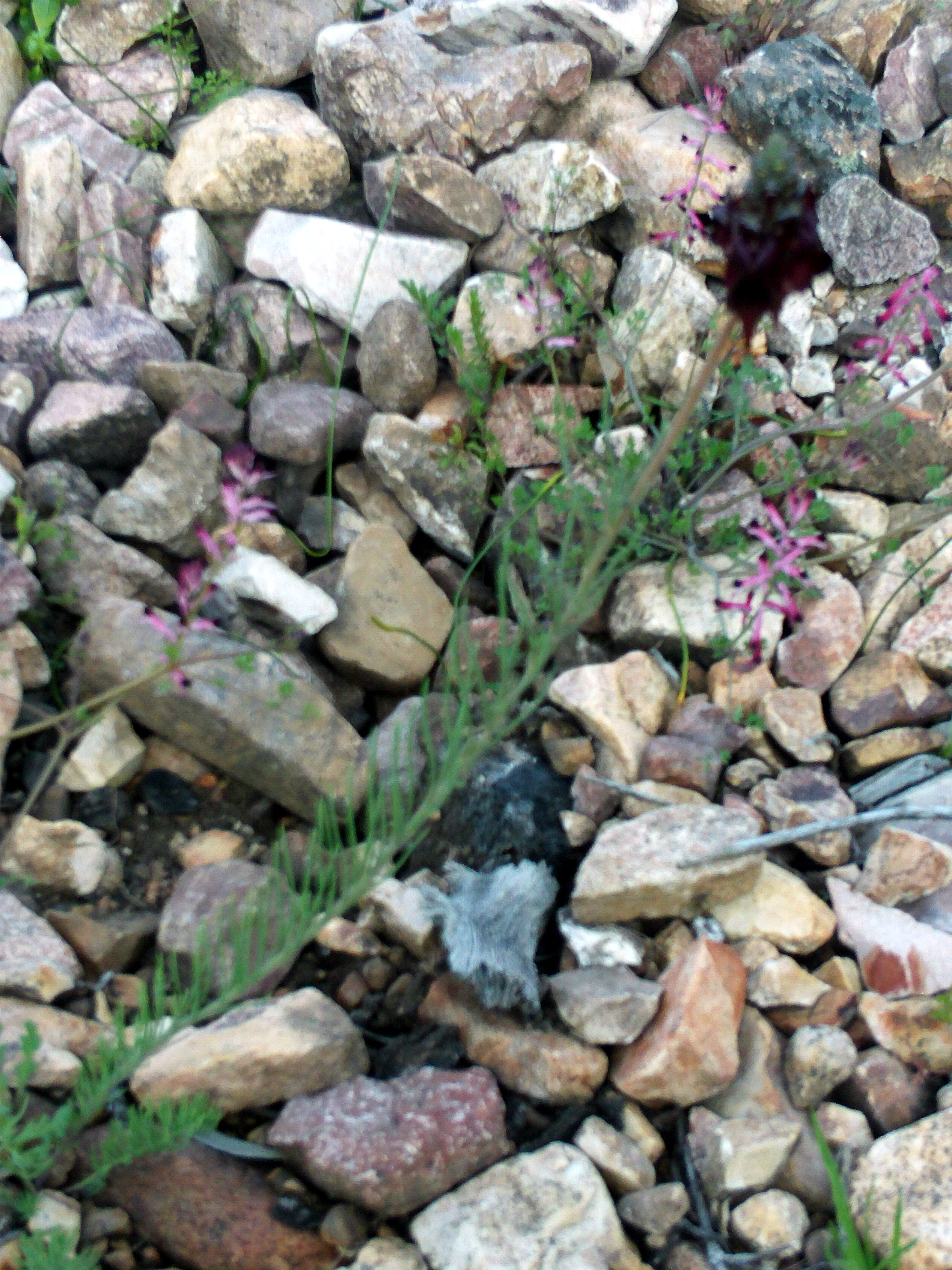
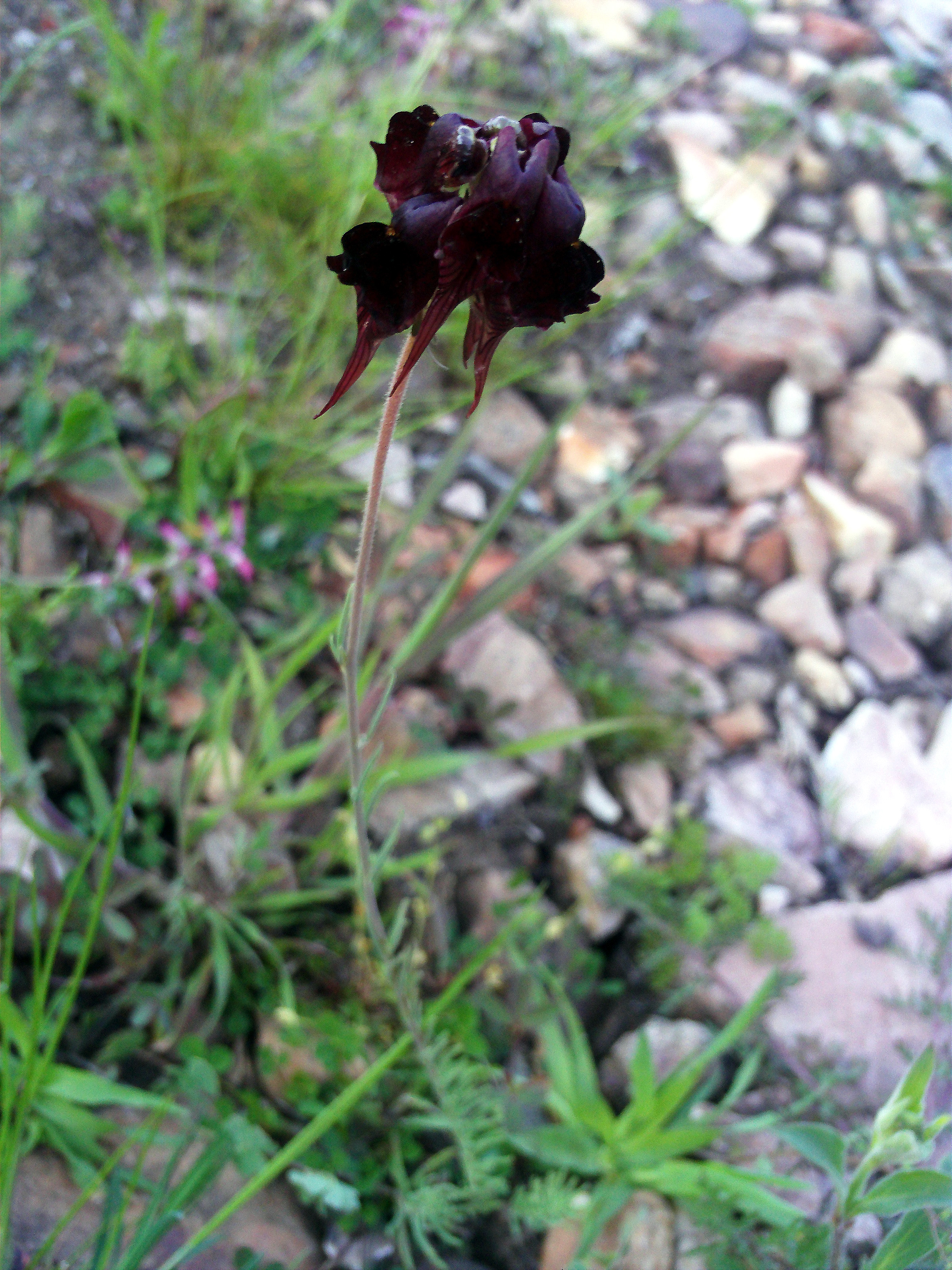